# Владимир Саљников
Владимир Валерјевич Салњиков (рус. Владимир Валерьевич Сальников; Лењинград, СССР, 21. мај 1960) је руски пливач слободним стилом, четвороструки олимпијски победник, који је своје медаље освојио под заставом Совјетског Савеза.
Салњиков је био најдоминантнији пливач средњих и дугих пруга у пливању краја 70-их те свих 80-их година 20. века. У том је периоду оборио 12 светских рекорда на деоницама 400, 800 и 1500 метара. Први је пливач у историји који је испливао 800 метара брже од 8 минута и 1.500 метара брже од 15 минута.
Почео је да тренира у 1968. у доби од 8 година, 1976. дебитовао је са 16 година на Олимпијским играма у Монтреалу, где је у финалу трке на 1500 метара заузео 5. место.
На Летњим олимпијским играма у Москви 1980. године се истакао са светским рекордом на 1.500 м и са укупно три златне медаље. Иако на тим играма због бојкота није било јаких пливача из САД, спортски свет је морао признати његову доминацију и добру припремљеност. Зато се жељно очекивао нови сусрет најбољих пливача на Олимпијским играма у Лос Анђелесу четири године касније, али овај пут због бојкота спортиста из Совјетског Савеза Салњиков није могао бранити титуле. Већ у позним пливачким годинама Салњиков се одлучио спремити за Олимпијске игре у Сеулу 1988. године где му стручњаци пред трку нису давали велике шансе за добар резултат међу млађим конкурентима. Ипак, Салњиков је победом показао да му с правом припада место у пливачкој историји.
Владимир Салњиков је добио Орден Лењина (1985), Октобарске револуције (1988), Орден Црвене заставе рада (1980) и Орден части (2010) .. Године 1980. добио је специјалну награду Међународне пливачке федерације (ФИНА), а 1983. је примљен у Међународну Кућу славних водених спортова у Флориди. Године 1979, 1980 и 1983 познати амерички магазин „Свет пливања“ прогласио га је најбољим пливачм на свету.

## Резултати
| Год. | Такмичење          | Град           | Пласман                                 | Резултат                           |
| ---- | ------------------ | -------------- | --------------------------------------- | ---------------------------------- |
| 1976 | Олимпијске игре    | Монтреал       | 5º на 1.500 м                           | 15:29,45                           |
| 1977 | Европско првенство | Јенћепинг      | 1º на 1.500 м                           | 15:16,45                           |
| 1978 | Светско првенство  | Западни Берлин | 1º на 400 м 1º на 1.500 м 2º на 4x200 м | 3:51,94 15:03,99 7:28,41           |
| 1980 | Олимпијске игре    | Москва         | 1º на 400 м 1º на 1.500 м 1º на 4x200 м | 3:51.31 (ОР) 14:58.27 (СР) 7:23,50 |
| 1981 | Европско првенство | Сплит          | 2º на 400 м 1º на 1.500 м 1º на 4x200 м | 3:51,77 15:09,17 7:24,41           |
| 1982 | Светско првенство  | Гвајакил       | 1º на 400 м 1º на 1.500 м 2º на 4x200 м | 3:51,30 15:01,77 7:24,91           |
| 1983 | Европско првенство | Рим            | 1º на 400 м 1º на 1.500 м               | 3:49,80 15:08,84                   |
| 1986 | Светско првенство  | Мадрид         | 5º на 400 м 4º на 1.500 м               | 3:52,07 15:18,94                   |
| 1988 | Олимпијске игре    | Сеул           | 1º на 1.500 м                           | 15:00,40                           |

## Светски рекорди
- 400 метара слободно

- 3:51,41 (Потсдам, 06/04/1979)
- 3:51,40 (Москва, 19/08/1979)
- 3:51,20 (Потсдам, 29/02/1980)
- 3:49,57 (Москва, 12/03/1982)
- 3:48,32 (Москва, 19/02/1983)

- 800 метара слободно

- 7:56,49 (Минск, 23/03/1979)
- 7:52,83 (Москва, 14/02/1982)
- 7:52,33 (Лос Анђелес, 14/07/1983)
- 7:50,64 (Москва, 04/07/1986)

- 1.500 метара слободно

- 14:58,27 (Москва, 22/07/1980)
- 14:56,35 (Москва, 13/03/1982)
- 14:54,76 (Москва, 22/02/1983)